# Inglesi
Gli inglesi (in lingua inglese: English) sono una popolazione di lingua germanica (l'inglese) insediata in Inghilterra, nazione costitutiva del Regno Unito. Le loro origini risalgono alla fusione di gruppi di popolazioni germaniche, migrate a partire dall'Alto Medioevo in Britannia: gli Anglosassoni (Angli, Juti e consistenti popolazioni di Sassoni) dalla Bassa Sassonia, dalla Frisia e dalla penisola jutlandica, e Norreni dalla Danimarca. Tali Germani insediatisi in Britannia si distinsero dai Germani del continente (Thēodisc) adottando il nome di Angelcynn, "genía degli Angli", aggettivo Ænglisc, da cui evolse l'attuale etnonimo English, italianizzato in "inglesi".
Prima dell'arrivo degli inglesi, l'area costituente l'odierna Inghilterra era popolata dai Britanni, popoli di matrice celtica, molti dei quali romanizzati in quanto entrati nell'orbita dell'Impero Romano. Gran parte di questi popoli, con la colonizzazione germanica subentrante dopo il collasso del dominio romano, si spostarono in Irlanda oppure verso l'ovest, dando origine alle nazioni celtiche odierne dei gallesi, dei cornici e dei mannesi, una minoranza si fuse con gli inglesi, mentre nel nord i germani si fusero con i celti locali formando il popolo degli scozzesi (prevalentemente celtici nelle Highlands e anglosassoni nelle Lowlands).

## Composizione genetica
Studi di genetica delle popolazioni hanno confermato la narrazione storica riguardante la massiccia migrazione germanica nell'etnogenesi degli inglesi, mostrando come nella loro composizione genetica prevalga in una proporzione maggioritaria (50-60%) un genoma di origine germanica (30% affine a quello dei tedeschi, 11% ai danesi, 9% ai belgi) che li distingue nettamente dagli altri popoli delle Isole Britanniche di matrice celtica (gallesi, cornici, mannesi, scozzesi, irlandesi; a loro volta molto variegati tra loro, come tipico delle popolazioni celtiche). La dominazione di dinastie franco-normanne cui gli inglesi furono sottoposti per lungo tempo a partire da Guglielmo il Conquistatore, tanto da arricchire l'inglese di una componente lessicale franco-normanna (galloromanza) di base latina, non ha lasciato un'impronta genetica rilevabile.
Altri studi hanno dimostrato che il rimpiazzo delle popolazioni celtiche britanniche da parte degli Anglosassoni nell'etnogenesi dell'attuale popolo inglese fu pressoché totale, come dimostra anche l'affermazione di una lingua germanica, l'inglese, priva di substrato celtico (mentre, come già scritto, la porzione di lessico inglese di origine latina vi entrò in un'epoca successiva con la dominazione franco-normanna); in Inghilterra tra il 75% e il 100% della popolazione, variabile in base alle zone, fu sostituita, come risulta dalle percentuali di genoma germanico, anglosassone e poi in misura minore danese, solo lievemente ridotte nei secoli successivi per via di flussi celtici di ritorno.